# Convolvulus germaniciae
Convolvulus germaniciae är en vindeväxtart som beskrevs av Pierre Edmond Boissier och Hausskn.. Convolvulus germaniciae ingår i släktet vindor, och familjen vindeväxter. Inga underarter finns listade i Catalogue of Life.